# Papagaio-de-bochecha-azul
Papagaio-de-faces-azuis ou papagaio-de-bochecha-azul (nome científico: Amazona dufresniana) é uma espécie de ave da família dos psitacídeos.
Pode ser encontrada na Venezuela, Guianas e norte do Brasil.